# Michele Sanmicheli

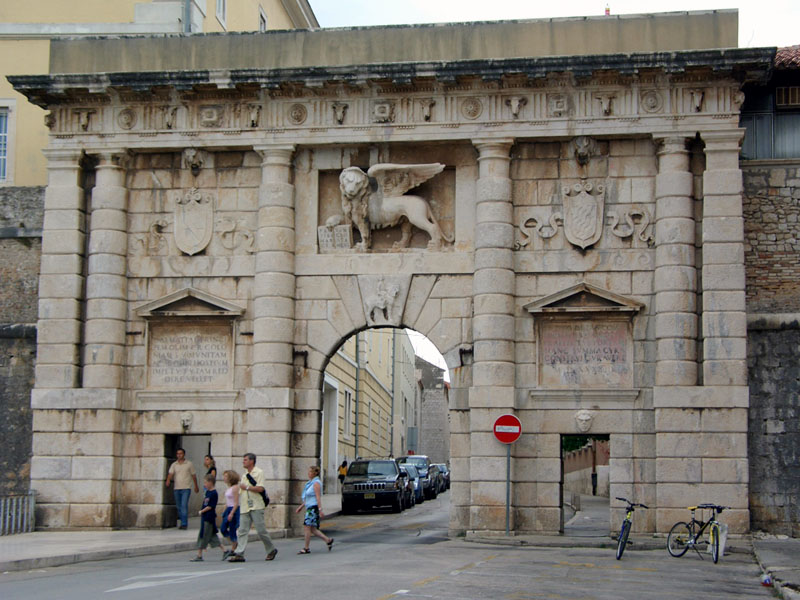
Porta Terraferma a Zadar.

Michele Sanmicheli, de vegades també transcrit com Sammicheli, Sanmichele o Sammichele (San Michele Extra, Verona, 1484 — 1559) va ser un arquitecte italià del Manierisme.

## Biografia
Va nàixer al barri de San Michele Extra de Verona, ciutat que aleshores pertanyia a la República de Venècia.
Va aprendre les bases de la seua disciplina amb son pare, Giovanni, i el seu oncle Bartolomeo, ambdós constructors de Verona. Com Jacopo Sansovino, va ser funcionari de la República de Venècia, però al contrari que Sansovino també va treballar fora de la República. Es va distingir com a arquitecte militar, i va treballar en el reforçament de les fortaleses venecianes a Creta, Càndia, Dalmàcia i Corfú. Pel fet d'haver visitat Xipre i Creta sota comanda de la Sereníssima, Sanmicheli va ser probablement l'únic arquitecte italià del segle xvi que tingué l'oportunitat de contemplar l'arquitectura grega, una possible font d'inspiració, ja que va fer ús de columnes dòriques sense base.
En la joventut va visitar Roma, probablement per treballar com a ajudant d'Antonio da Sangallo, i hi va tenir l'oportunitat d'estudiar l'escultura i l'arquitectura clàssiques. L'any 1509 es va traslladar a Orvieto, on va romandre les següents dues dècades. Entre les seues primeres obres cal destacar el primer projecte de la catedral de Montefiascone, començada l'any 1519, un edifici octogonal cobert amb una cúpula; l'església de Santa Maria delle Grazie, a Orvieto, i la capella Petrucci de l'església de Sant Domènec.
Tornà a Verona l'any 1527 per treballar a les monumentals portes de la ciutat: Porta Nuova i Porta Palio. A més, va començar a transformar les fortificacions de la ciutat, emprant el sistema de bastions.
La seua fama d'arquitecte es troba lligada a obres renaixentistes, com ara els palaus Canossa, Bevilacqua i Pompei a Verona, Vil·la Cornaro (enderrocada), Ca' Cornaro a San Polo (Venècia) i pels nombrosos projectes de fortaleses, entre elles el fort de Sant Andreu, a Venècia.
Va conccloure la seua carrera amb el projecte de l'església circular de Madonna di Campagna, a la rodalia de Verona, l'any 1559, quan va morir a causa d'una violenta febra.

## Obres

### Portes urbanes de Verona
- Porta Nuova: construïda entre 1535 i 1540, va ser àmpliament remodelada pels austríacs l'any 1854.
- Porta Palio: la va construir entre 1542 i 1557 i hom la considera la seua obra mestra pel que fa al seu vessant d'arquitecte militar.
- Porta San Zeno

### Palaus a Verona
- Palau Bevilacqua (1530 ca.)
- Palau Canossa (1532 ca.)
- Palau Pompei (1555 ca.)
- Palau Guastaverza (da 1555)

### Palaus a Venècia
- Palau Cornaro a San Polo
- Palau Grimani di San Luca (1556 ca.) Palau Grimani di San Luca - Venècia

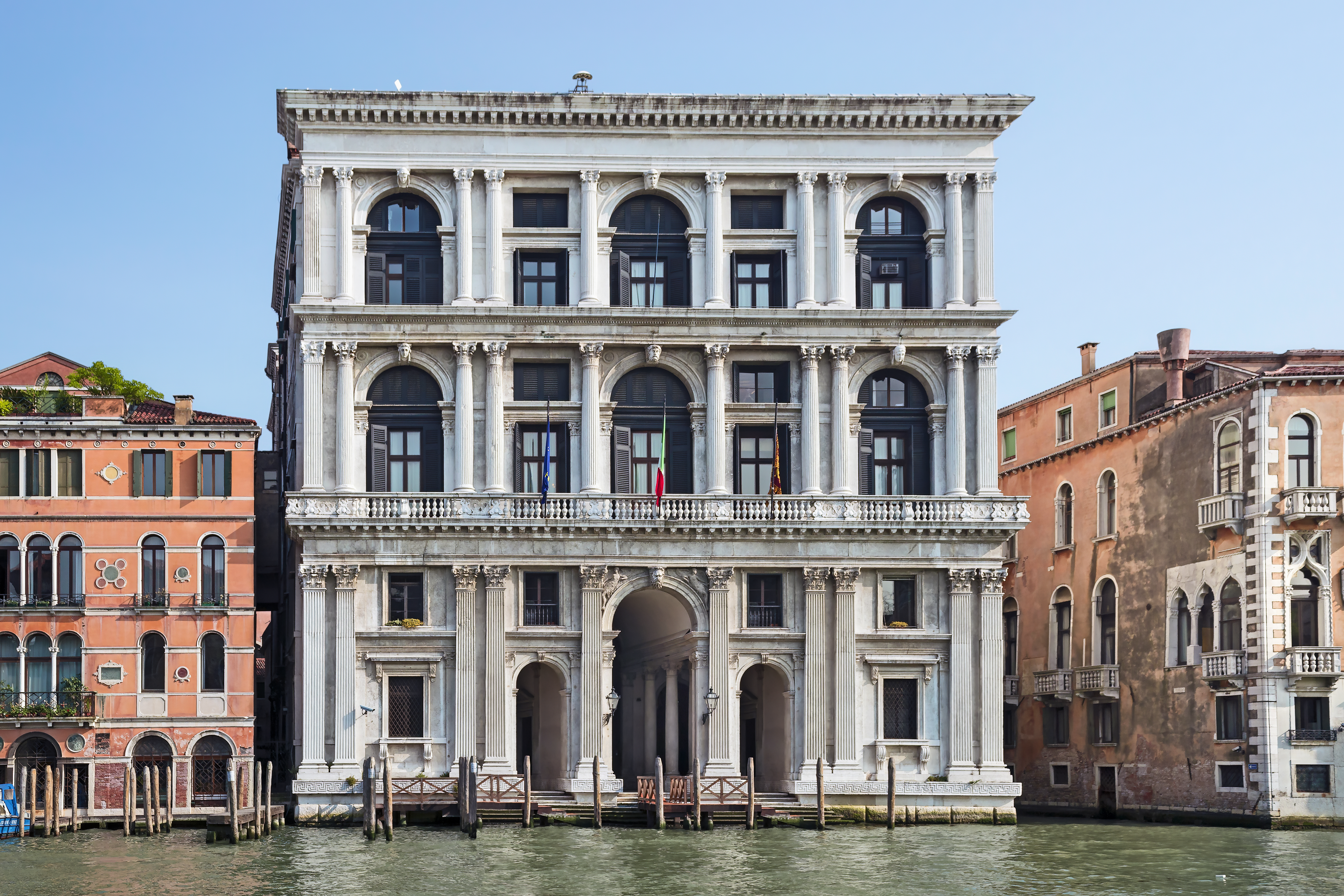
Palau Grimani di San Luca - Venècia

### Esglésies i capelles
- Capella funerària Petrucci a Sant Domènec (Orvieto) (1516 ca.)
- Capella funerària Pellegrini a San Bernardino (Verona)
- Capella de la Vil·la Della Torre, a Fumane (Verona)
- Santuari-Basílica de "Santa Maria della Pace" o Madonna di Campagna, al barri de San Michele Extra (Verona), any 1559